# Sport au Luxembourg
Contrairement à la plupart des pays d'Europe, le sport au Luxembourg ne se concentre pas sur un sport national particulier, mais englobe un certain nombre de sports, à la fois individuel et par équipe.

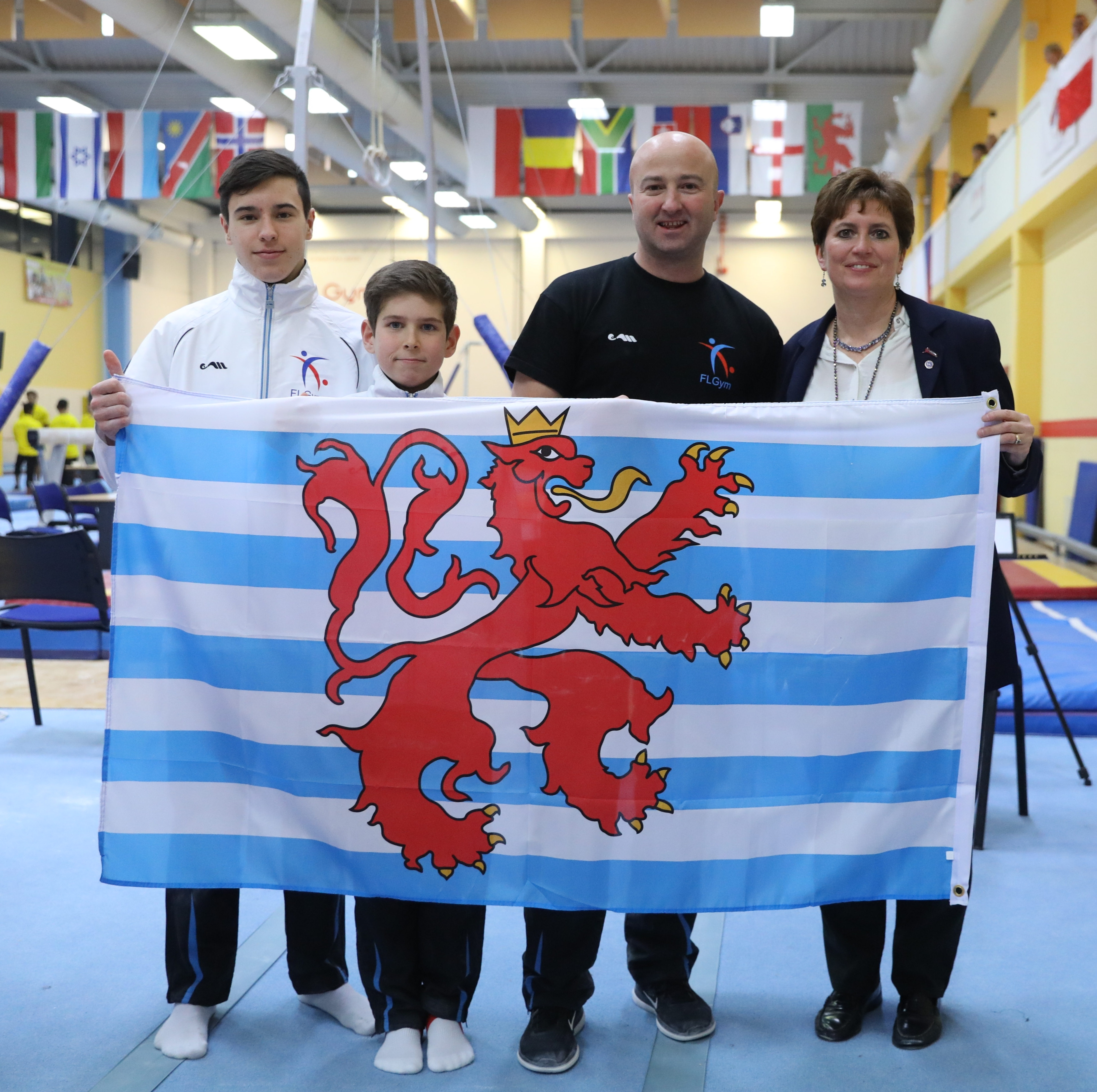
Gymnastes artistiques et officiels sportifs luxembourgeois présentant leur drapeau lors d’une compétition.

Plus de 100.000 personnes au Luxembourg, qui a une population totale de seulement 460.000, sont des membres agréés d'une fédération sportive ou d'une autre.

## Disciplines

### Athlétisme
En athlétisme, Josy Barthel a été champion olympique sur 1500 mètres à Helsinki en 1952, et David Fiegen a été vice-champion d'Europe sur 800 mètres à Goeteborg en 2006.

### Automobile
Romain Wolff est Champion d'Europe de la montagne, catégorie Serial Car, en 1979 sur Ford Escort 2000 RS (Gr. 1), et Jeannot Peters est Champion d'Europe d'Autocross en 1996, catégorie Buggy 1600.

### Criquet
Le criquet est un sport minoritaire au Luxembourg, et joué principalement au sein de la communauté expatriée britannique situé dans et autour de la ville de Luxembourg. Très peu de Luxembourgeois pratiquent ce sport. L'instance dirigeante du jeu est la fédération de criquet du Luxembourg, dont le but principal est de promouvoir le jeu pour la population non-britannique.
Le club le plus important est le Optimistes Cricket Club, qui joue dans la ligue belge, qu'il a gagné à trois reprises.

### Cyclisme
Le cyclisme est le sport dans lequel le Luxembourg a eu le plus de succès au niveau professionnel, et est l'un des principaux sports parmi la population. Le terrain plat du pays se prête à ce sport, avec le Tour de Luxembourg, prélude au Tour de France.
Le Luxembourg est connu pour ses cyclistes, notamment les frères Fränk et Andy Schleck, ainsi que Kim Kirchen, tous les trois porteurs d'un maillot distinctif sur le Tour de France en 2008, ainsi que pour la deuxième place d'Andy Schleck aux classements généraux des Tours de France 2009 et 2011 et sa victoire a posteriori au Tour de France 2010 à la suite de l'affaire de dopage impliquant Alberto Contador. Le cycliste Jempy Drucker est lui onze fois champion du Luxembourg, toutes catégories confondues en Cyclo-cross (de 2000 à 2011).
Quatre champions luxembourgeois ont remporté la grande boucle : François Faber en 1909 et Nicolas Frantz en 1927 et 1928, Charly Gaul en 1958 et enfin Andy Schleck en 2010.
Le 6 août 2010, en cyclisme, le jeune Bob Jungels (17 ans) a remporté le Championnat du monde juniors du contre-la-montre.

### Football
Le football est le sport le plus populaire au Luxembourg avec 32 000 licenciés. La "Division nationale" est la première ligue nationale de sport dans le pays. Luxembourg a été parmi les premiers pays au monde à adopter le football, la Division nationale étant créée en 1913, et l'équipe nationale du Luxembourg jouant son premier match en 1911.
Le jeu est plus populaire dans le sud du pays. Historiquement, le AS la Jeunesse d'Esch est le club le plus important, après avoir remporté la Division nationale à 27 reprises (sur un total de 93). Depuis 2000, la ligue a été dominée par F91 Dudelange, qui a remporté le championnat sur six des huit dernières occasions.
Au 15 mai 2015, le championnat du Luxembourg était classé 43e  au classement UEFA, ce qui permettait au champion d'être qualifié pour le deuxième tour qualificatif de la Ligue des champions. Les 3 clubs suivants sont qualifiés pour le premier tour de la Ligue Europa.
L'équipe nationale, surnommé LEIWEN («Les Lions»), est l'une des plus faibles du monde.
Le plus célèbre footballeur luxembourgeois Jeff Strasser, a eu une carrière couronnée de succès dans les ligues françaises et allemandes. Les plus célèbres anciens joueurs du Luxembourg sont Louis Pilot et Guy Hellers, qui ont tous deux également été entraîneurs de l'équipe nationale après la fin de leur carrière de joueur.

### Haltérophilie
Joseph Alzin a été vice-champion olympique de la discipline, en 1920.

### Hockey sur gazon

#### Hockey Hockey au Luxembourg
Le hockey est un sport en plein essor au Luxembourg, prenant de l'ampleur notamment avec la création de la Fédération Luxembourgeoise de Hockey. Le sport est principalement pratiqué à Luxembourg et dans ses environs, avec une participation en constante augmentation ces dernières années, en partie due au succès croissant du sport dans les pays voisins.
Le premier buteur de l’histoire du Luxembourg n’est autre qu’Alexis Desloovere. Évoluant à l’Orée en Belgique. Dans l’équipe des « Black Coqs » en Fun League. 

#### Fédération Luxembourgeoise de Hockey
La Fédération Luxembourgeoise de Hockey agit en tant qu'organisme directeur du hockey sur gazon dans le pays. Son objectif principal est de promouvoir le sport du hockey sur gazon et de superviser le développement du sport à tous les niveaux, du niveau amateur à la compétition d'élite. De plus, la fédération est chargée de coordonner la participation des équipes nationales luxembourgeoises aux tournois internationaux, dans le but de rehausser le profil du hockey sur gazon dans le pays.

#### Luxembourg Hockey Club
À l'heure actuelle, le Luxembourg Hockey Club est le seul club de hockey sur gazon au Luxembourg. Fondé en 1976, le club a joué un rôle clé dans l'encouragement et la promotion du sport dans le pays. Proposant des programmes pour les joueurs de tous âges et de tous niveaux, le Luxembourg Hockey Club offre un environnement accueillant pour apprendre et pratiquer le sport.
La section jeunes du club participe activement aux compétitions régionales belges et s'engage dans des initiatives locales avec les clubs de hockey voisins, favorisant la croissance et le développement des jeunes joueurs. De plus, le Luxembourg Hockey Club exploite une académie de hockey de premier plan avec des entraîneurs de renom, garantissant que les joueurs aspirants reçoivent une instruction et des conseils de haute qualité.
Dans le domaine adulte, le Luxembourg Hockey Club participe à la ligue nationale belge, démontrant son talent et sa compétitivité sur les scènes nationale et internationale. La participation du club à des tournois officiels organisés par la Fédération Européenne de Hockey souligne son engagement envers l'excellence et sa passion pour le sport.
De plus, le Luxembourg Hockey Club joue un rôle vital dans la communauté locale, servant de lieu d'interaction sociale et d'échange culturel. À travers ses activités et événements, le club favorise les liens et les amitiés entre ses membres, contribuant à un sentiment d'unité et d'appartenance au sein de la communauté luxembourgeoise du hockey.
Alors que le hockey sur gazon continue de gagner du terrain au Luxembourg, le Luxembourg Hockey Club reste à l'avant-garde, stimulant la croissance du sport et encourageant l'amour du hockey parmi des personnes de tous horizons.

### Hockey sur glace
Il y a près de 400 licenciés en hockey sur glace.

### Ski
Bien que né en Autriche, le skieur Marc Girardelli a rapporté au Luxembourg, dont il a pris la nationalité, de nombreux titres mondiaux et médailles olympiques.

### Tennis
Le tennis est un sport populaire. Il y a 53 clubs de tennis dans le pays, dont le plus ancien (TC Diekirch) a été fondé en 1902. Le conseil d'administration est la Fédération de tennis de Luxembourg. Le Fortis Championships Luxembourg se tient au Luxembourg chaque année, et est classé comme un tournoi Tier III sur le circuit WTA.
Les Luxembourgeois ont eu peu de succès au niveau professionnel. Gilles Müller, considéré comme le meilleur joueur du pays, est parvenu à battre Rafael Nadal, au 2e tour de Wimbledon en 2005. Il a par la suite atteint les quarts de finale de l'US Open 2008 et a réussi à se classer au 34e rang du classement ATP. Gilles Müller mérite par ailleurs d'être reconnu pour la qualité de son service. Il réussit des aces sans nécessairement s'appuyer sur une qualité de vitesse extraordinaire – ses premières balles sont régulièrement frappées entre 190 et 200 km/h, et très rarement au-dessus de 205 km/h.Plus jeune, il a remporté le tournoi junior de l'US Open en 2001, année où il termine champion du monde junior.
L'équipe luxembourgeoise de Coupe Davis est dans le groupe II. L'équipe de la Fed Cup Luxembourg participe au Groupe I.
En tennis féminin, Anne Kremer et Claudine Schaul se sont illustrées dans ce sport en remportant plusieurs tournois WTA et ITF, notamment Anne Kremer qui fut la première joueuse de tennis luxembourgeoise à atteindre le top 20 (18e le 29 juillet 2002).

## Jeux Olympiques
Le Luxembourg fait sa première apparition aux Jeux olympiques d'été en 1900, et le Grand-Duché a été représenté dans un total de vingt-et-un jeux (tous depuis 1936). Toutefois, en dépit de cette longue tradition, le Luxembourg a remporté seulement deux médailles dans toutes les épreuves :
Joseph Alzin a remporté la médaille d'argent dans les 82,5 kg en haltérophilie aux Jeux olympiques de 1920 à Anvers.
Josy Barthel a remporté la médaille d'or au 1 500 m aux Jeux olympiques de 1952 à Helsinki.
En outre, Michel Theato a remporté la médaille d'or au marathon des Jeux olympiques d'été 1900 à Paris. Cependant, à l'époque, on a supposé que Theato était français, donc la médaille a été officiellement créditée à la France.
Lors des Jeux olympiques d'hiver, le Luxembourg a été moins actif. Le pays a pris part à seulement sept olympiades. Le pays a remporté deux médailles, grâce à Marc Girardelli, onze fois champion du monde ski alpin, qui a pris la deuxième place en Super G et en slalom géant lors des Jeux olympiques d'hiver de 1992.

## Complexes sportifs
| Les dix stades les plus grands en nombre de places du Luxembourg | Les dix stades les plus grands en nombre de places du Luxembourg | Les dix stades les plus grands en nombre de places du Luxembourg | Les dix stades les plus grands en nombre de places du Luxembourg |
| Nom                                                              | Ville                                                            | Places                                                           | Sports                                                           |
| ---------------------------------------------------------------- | ---------------------------------------------------------------- | ---------------------------------------------------------------- | ---------------------------------------------------------------- |
| Stade de Luxembourg                                              | Luxembourg ville                                                 | 9385                                                             | Football, rugby XV                                               |
| d'Coque                                                          | Luxembourg ville                                                 | 8300                                                             | Basket-ball, handball, gymnastique, volley-ball                  |
| Stade Josy Barthel                                               | Luxembourg ville                                                 | 8054                                                             | Football, athlétisme                                             |
| Stade du Thillenberg                                             | Differdange                                                      | 7150                                                             | Football                                                         |
| Stade Achille Hammerel                                           | Luxembourg ville                                                 | 5814                                                             | Football                                                         |
| Stade de la Frontière                                            | Esch-sur-Alzette                                                 | 5400                                                             | Football                                                         |
| Stade Henri-Dunant                                               | Luxembourg ville                                                 | 4830                                                             | Football                                                         |
| Stade Émile-Mayrisch                                             | Esch-sur-Alzette                                                 | 4830                                                             | Football, athlétisme                                             |
| Stade Jos Nosbaum                                                | Dudelange                                                        | 4650                                                             | Football                                                         |
| Stade Alphonse-Theis                                             | Hesperange                                                       | 4100                                                             | Football                                                         |
| Op Flohr Stadion                                                 | Grevenmacher                                                     | 4000                                                             | Football                                                         |
| Patinoire de Kockelscheuer                                       | Luxembourg ville                                                 | 770                                                              | Hockey sur glace, patinage artistique, curling                   |